# Liste der Monuments historiques in Villacourt
Die Liste der Monuments historiques in Villacourt führt die Monuments historiques in der französischen Gemeinde Villacourt auf.

## Liste der Objekte
| Bezeichnung                | Beschreibung | Standort                       | Kennzeichnung | Schutzstatus | Datum | Bild |
| -------------------------- | --- | ------------------------------ | ------------- | ------------ | ----- | ---- |
| Kruzifix                   | Holz, farbig gefasst und vergoldet, Anfang des 16. Jahrhunderts                                                       | in der Kirche St-Martin (Lage) | PM54001972    | Inscrit      | 2002  |      |
| Orgel                      | Haupteintrag für PM54001040                                                                                           | in der Kirche St-Martin (Lage) | PM54001326    | Classé       | 1990  |      |
| Instrumentalteil der Orgel | 1840 von Jean-Frédéric I. Verschneider und seinen Söhnen gebaut                                                       | in der Kirche St-Martin (Lage) | PM54001040    | Classé       | 1990  |      |
| Hauptaltar                 | Altartisch, Altaraufbau und Tabernakel; Holz, farbig gefasst und vergoldet, 18. Jahrhundert; abgebaut und eingelagert | in der Kirche St-Martin (Lage) | PM54001971    | Inscrit      | 2002  |      |